# تاریخ آذربایجان
آذربایجان از دورهٔ هخامنشی تا به حال، منطقه‌ای تاریخی در شمال غربی ایران، در شرق و غرب دریاچهٔ ارومیه است.

## تاریخ قبل از اسلام
ولایت تاریخی آذربایجان که در شمال غربی ایران قرار دارد، همچون دیگر مناطق ایران تاریخی طولانی دارد. اما تحقیقات باستانشناسی در خصوص دوره‌های اولیه زیاد انجام نشده‌است.
در خصوص الگوی مذهبی آذربایجان، زرتشتی گری جایگاه پیشتازی در دوره‌های پیش از اسلام داشت و منابع عربی غالباً گزارش می‌کنند که این ولایت زادگاه زرتشت بوده‌است؛ مثلاً بلاذری و ابن خردادبه هر دو اورمیه را به این عنوان یاد می‌کنند و یاقوت و قزوینی از شیز یاد می‌کنند. آتشکده‌های سابقاً پرشمار آذربایجان منابع عربی بسیاری را به این نتیجه رساند که معنای نام آن را «معبد آتش» بدانند. زیارتگاه بزرگ در شیز (شاید واقع در تخت سلیمان، در جنوب شرقی دریاچه ارومیه) مرکز معنوی محلی زرتشتی گری در زمان فتح ایران به دست اعراب بود، و حقوق جماعت زرتشتی به عنوان اهل ذمه برای دین ورزی آزادانه شان در آن زمان تضمین شده بود. ابو دلف از جهانگردان قرن چهارم هجری از موجود بودن آتشکده در آن زمان سخن می‌گوید، با ذکر این جزئیات که بر نوک گنبد آن یک هلال نقره ای قرار دارد که طلسم آن است. امرا و غاصبان هر دو می‌خواستند برش دارند ولی موفق نشدند. ولی احتمالاً مینورسکی درست می‌گوید که باید در صحت این روایت تردید کرد و بر این باور بود که در آن زمان تنها خرابه‌هایش قابل رویت بوده‌اند. اگر زرتشتی گری در آذربایجان به عنوان یک آیین متمایز ناپدید شد، پیروان سابقش و نیز پیروان مزدکیه، احتمالاً در وضعیت خاص آذربایجان و اران در قرون اولیه اسلامی تأثیر داشتند، وضعیتی که در جنبش‌های اعتراضی دینی-اجتماعی و خیزش‌های انقلابی، مهم‌تر از همه در مورد بابک و خرمیه خود را نشان می‌دهد.

## تاریخ دوره اسلامی تا ۱۹۴۱
در اوایل خلافت اسلامی، آذربایجان ایالت مجزایی را تشکیل می‌داد ولی در ادوار مختلف مرزهای دقیق آن متغیر بود. در شمال، رود ارس یک مرز طبیعی مشخص بین آذربایجان و آران یا آلبانی قفقاز شکل می‌داد، به نحوی که منطقهٔ کم ارتفاع مغان، که بین کرانه‌های شبکه رودهای ارس-کر و کرانهٔ غربی دریای خزر قرار دارد، معمولاً از لحاظ اداری بخشی از آذربایجان محسوب می‌شد. در جنوب، سفیدرود عموماً مرز را با ایالت جبال شکل می‌داد، و امتداد شمال غربی رشته کوه البرز آذربایجان را از گیلان و خط ساحلی خزر جدا می‌کرد. مرز غربی کمتر مشخص بود، ولی امتداد شمالی کوه‌های زاگرس که تا کردستان و ولایات حکاری و وان ترکیه امروزی ادامه می‌یافت، و حوضهٔ دریاچه‌های ارومیه و وان را جدا می‌کرد، عموماً مرز دانسته می‌شد.

## تاریخ از ۱۹۴۱ تا ۱۹۴۷
شوروی پس از ورود به ایران پاسگاه‌های مرزی و گمرکی بین ایران و شوروی را برچید و در مرز جنوبی منطقه اشغالی شوروی پایگاه‌های نظامی برپا کرد. نتیجهٔ دوفاکتو امتداد مرز شوروی به درون ایران بود.